# フォッカー C.XIV
フォッカー C.XIVw
デ・ロイテルに搭載されたC.XIVw
- 用途：偵察機
- 分類：水上偵察機
- 製造者：フォッカー航空計画製造社
- 運用者

  -  オランダ（オランダ海軍航空隊（英語版））
- 初飛行：1937年
- 生産数：24機
- 運用開始：1939年
- 運用状況：退役

フォッカー C.XIV-W（蘭:Fokker C.XIVw）はオランダのフォッカー社が戦間期に製作した水上偵察機である。 

## 開発
本機はC.VIIwの後継機として製作された。 主翼は木製で従来形の一張間のN字型翼間支柱、スタガット式複葉で胴体は鋼管羽布張りである。 コクピットは開放式縦列複座で、双浮舟式の水上機である。偵察機ではあるが単発水上機搭乗員がフォッカー T.VIIIやドルニエDo 24といった大型機へ機種転換する際の練習機としても使用された。 全部で24機製作され、1940年のドイツによるオランダ侵攻によって破壊されたが残余の12機は英国へ退避した後、11機が蘭領東インドへ送られた。東インドに送られた機体は基地隊の他、デ・ロイテルとジャワに配備されていたが、日本の侵攻時に全てのC.XIVが破壊された。

## 運用国
オランダ
- 王立オランダ海軍

## 性能諸元
※使用単位についてはWikipedia:ウィキプロジェクト 航空/物理単位も参照
- 全長：9.55m
- 全幅：12.05m
- 全高：4.25m
- 主翼面積：31.7m2
- 自重：1,315kg
- 全備重量：1,945kg
- 発動機：ライト R-975（英語版）-E3 450hp
- 最大速度：230 km/h
- 航続距離：950km

- 乗員：2名
- 武装：
  - FNブローニング 7.92mm機関砲前方固定×1、同後方旋回×1